# ونكة حجرية
ونكة حجرية (الاسم العلمي:Littorina saxatilis) (بالإنجليزية: Rough periwinkle)‏ هي نوع من الحيوانات تتبع جنس الونكة من فصيلة الونكات.

## معرض صور

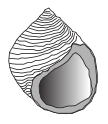
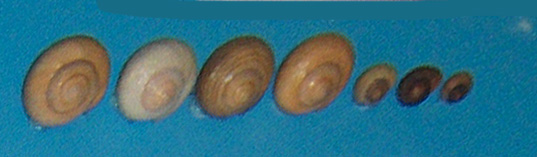
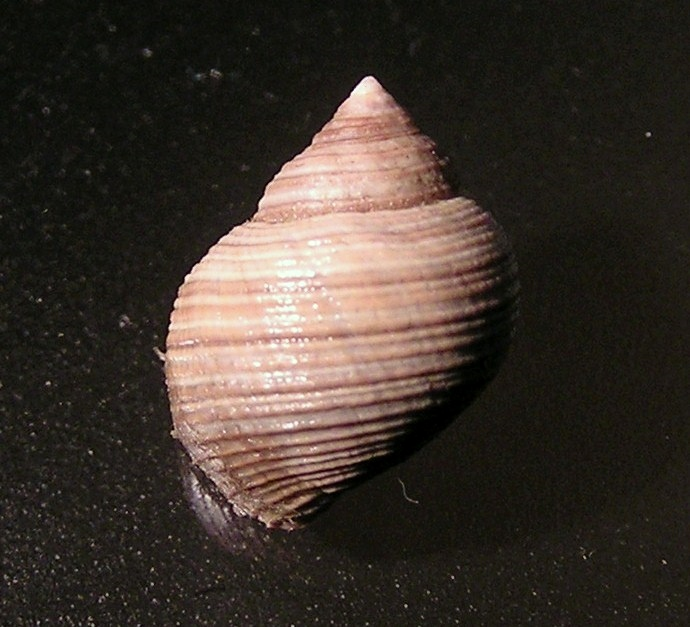